# California (альбом)
California — третий студийный альбом группы Wilson Phillips, вышедший в 2004 году.

## Об альбоме
Группа объединилась для записи California в 2003 году. Это их первый альбом за 12 лет.

## Список композиций
1. «You’re No Good» — 5:13
2. «Old Man» — 3:59
3. «California» — 3:39
4. «Already Gone» — 6:41
5. «Go Your Own Way» — 5:40
6. «Turn! Turn! Turn! (To Everything There Is a Season)» — 4:00
7. «Monday, Monday» — 5:17
8. «Get Together» — 3:45
9. «Doctor My Eyes» — 4:15
10. «Dance, Dance, Dance» — 3:21
11. «In My Room» — 1:55

## Чарты
| Чарт (2004)        |    |
| ------------------ | -- |
| U.S. Billboard 200 | 35 |
| New Zealand RIANZ  | 9  |